# کاروناس
کاروناس (تامیلی: கருணாஸ்؛ زادهٔ ۲۱ فوریهٔ ۱۹۷۰) بازیگر، کمدین، موسیقی‌دان، خواننده و سیاستمدار اهل هند است.

از فیلم‌ها یا برنامه‌های تلویزیونی که وی در آن نقش داشته‌است، می‌توان به روبات، ۱۲۳، خالق، ماسو نام مستعار ماسیلامانی، بازی الهی آغاز می‌شود، شجاعت، بابا، گیتا جدید، این یک دوره رؤیایی بود، پسر اجداد، بادبادک بانا، هیولا، خنده طولانی، من یک فرشته دیدم و ببر اشاره کرد.